# Liste der Monuments historiques in Chevagnes
Die Liste der Monuments historiques in Chevagnes führt die Monuments historiques in der französischen Gemeinde Chevagnes auf.

## Liste der Bauwerke
| Bezeichnung                                     | Beschreibung                                              | Standort | Kennzeichnung | Schutzstatus | Datum | Bild |
| ----------------------------------------------- | --------------------------------------------------------- | -------- | ------------- | ------------ | ----- | ---- |
| Château de la Boube (Fotos in der Base Mérimée) | Schloss, erbaut in der ersten Hälfte des 17. Jahrhunderts | (Lage)   | PA00093060    | Inscrit      | 1988  |      |
| Grosse Maison (Fotos in der Base Mérimée)       | Erbaut 1754                                               | (Lage)   | PA00093061    | Inscrit      | 1981  |      |